# Ishigaki-jima
Ishigaki-jima (japanisch 石垣島, wörtlich: Steinmauerinsel) ist mit 44.907 Einwohnern auf 222,25 km² die Hauptinsel der Yaeyama-Inseln. Sie ist die drittgrößte Insel (nach Okinawa und Iriomote-jima) der japanischen Präfektur Okinawa. Die Entfernung zu Tarama-shima der Miyako-Inseln im Nordosten beträgt etwa 32 km, zur Hauptinsel Okinawa der gleichnamigen Präfektur rund 370 km, bis zum Inselstaat Taiwan (Republik China) sind es nur etwa 230 km. Die gesamte Insel zählt zum Gebiet der Stadt Ishigaki im Süden der Insel.

## Topographie
Der Küstenverlauf ist im Nordwesten stärker gegliedert und bildet im Nordosten einen sehr langen Ausläufer, der an einer Stelle nur ca. 300 m schmal ist. Die Bodenform ist überwiegend wellig, höhere Erhebungen finden sich vor allem im Norden des Inselrumpfes und in den Landspitzen. Der Omoto-dake (於茂登岳) ist mit 526 Metern Höhe der höchste Berg der Präfektur Okinawa. Die Insel wird von zwei kleineren Flüssen, die teils aus drei Stauseen gespeist werden, durchzogen. Der Nagura entspringt am Omote-dake und mündet nach 4 km in Nagura Amparu, eine mit Mangroven bewachsene Wattfläche, die 2005 als Ramsar-Gebiet ausgewiesen wurde. Der Miyara mündet im Süden ins Meer. Die Hirakubo-Halbinsel im Nordosten der Insel hat eine Länge von ca. 18 km und eine Breite von 270 m an der engsten Stelle.

## Klima
In den Sommermonaten liegen die Tagestemperaturen um 35 °C, in den Wintermonaten um 12 °C. Wie alle Ryūkyū-Inseln wird auch Ishigaki-jima von Mai bis September oft von Taifunen heimgesucht.

## Flora und Fauna
Die Natternart Hebius ishigakiensis ist nach der Insel benannt. Sie ist lediglich auf dieser und der Nachbarinsel Iriomote verbreitet und wird von der IUCN als potentiell gefährdet eingestuft. Eine Bedrohung stellen für sie auf den Inseln eingeführte Blaue Pfauen dar sowie auf Ishigaki-jima auch invasive Aga-Kröten. Ebenfalls auf den beiden Inseln verbreitet sowie in China und Taiwan ist die stark gefährdete Gelbrand-Scharnierschildkröte (Cuora flavomarginata). Auf den japanischen Inseln findet sich die Unterart C. f. evelynae, die auf der nationalen Roten Liste gefährdeter Reptilien Japans eine Stufe darunter als gefährdet klassifiziert wird. Eine Unterart einer Agamen-Spezies Diploderma polygonatum ishigakiense ist neben Ishigaki-jima auch auf anderen Yaeyama- und Miyako-Inseln verbreitet. Sie wird in Japan als potentiell gefährdet eingestuft.
Westlich von Ishigaki-jima erstreckt sich die Sekisei-Lagune mit dem größten Korallenriff Japans.
Teile der Insel und Küstengewässer gehören seit 2007 zum Iriomote-Ishigaki-Nationalpark.

## Wirtschaft
Die Inselbewohner leben von alters her von Fruchtanbau (Ananas, Mandarinen), Feldwirtschaft, Viehzucht und Fischfang, insbesondere dem Katsuo (Echter Bonito). Heutzutage stellt der Tourismus für die Insel eine wichtige Einnahmequelle dar. Mehrere Hotels, Strände, Korallenriffe, zahlreiche Restaurants, der Fährhafen als Durchgangsstation zu den anderen Inseln der Yaeyama-Gruppe und nicht zuletzt ein Golfplatz holen viele Besucher nach Ishigaki-jima.

## Kultur
Die Yaeyama-Sprache gehört zu den Ryūkyū-Sprachen.

## Besonderes

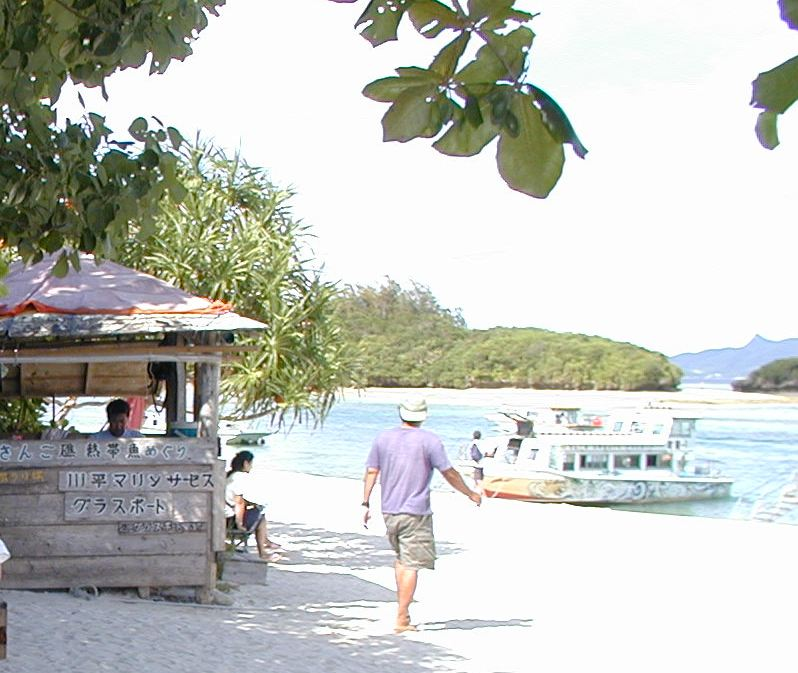
Kabira-Bucht

Besonders sehenswert sind unter anderem die Kabira-Bucht (川平湾, Kabira-wan), die zusammen mit dem Omoto-dake als „Landschaftlich schöner Ort“ ausgewiesen ist sowie die Tamatori-Landzunge (玉取崎, Tamatori-zaki) und das Yaeyama-Museum, Japans südlichstes Museum. Die Badesaison im Meer beginnt auf Ishigaki-jima schon im März, und damit noch einen Monat früher als auf der Hauptinsel der Präfektur.
Auch das Rathaus der benachbarten Gemeinde Taketomi steht auf der Insel Ishigaki-jima, auf der rund 90 % der Einwohner der Yaeyama-Inseln leben.
Ishigaki wurde als Drehort für mehrere Filme oder japanische Fernsehdramas verwendet. Beispielsweise war Ishigaki-jima zusammen mit Mimami-daitō der Drehort des Films Kamigami no Fukaki Yokubō von Shōhei Imamura.

## Verkehr
Die Insel ist für den Autoverkehr gut erschlossen, Mietwagen sind erhältlich. Tägliche Flugverbindungen vom Flugplatz Ishigaki werden nach Hateruma-jima, Yonaguni-jima, Miyako-jima, Naha, Kansai und Tokyo-Haneda angeboten, Fährverbindungen bestehen zu allen bewohnten Inseln der Yaeyama-Inseln.
Taxis sind ebenfalls einfach zu bekommen. Damit lässt sich die ganze Insel in etwa drei Stunden besichtigen. Ebenfalls eine gute Methode, die Insel zu erkunden, sind Motorroller, welche wesentlich günstiger zu mieten sind als Autos. Der Verkehr ist nicht sonderlich gefährlich, da generell eher zurückhaltend gefahren wird.